# Bandera de Columbia Británica

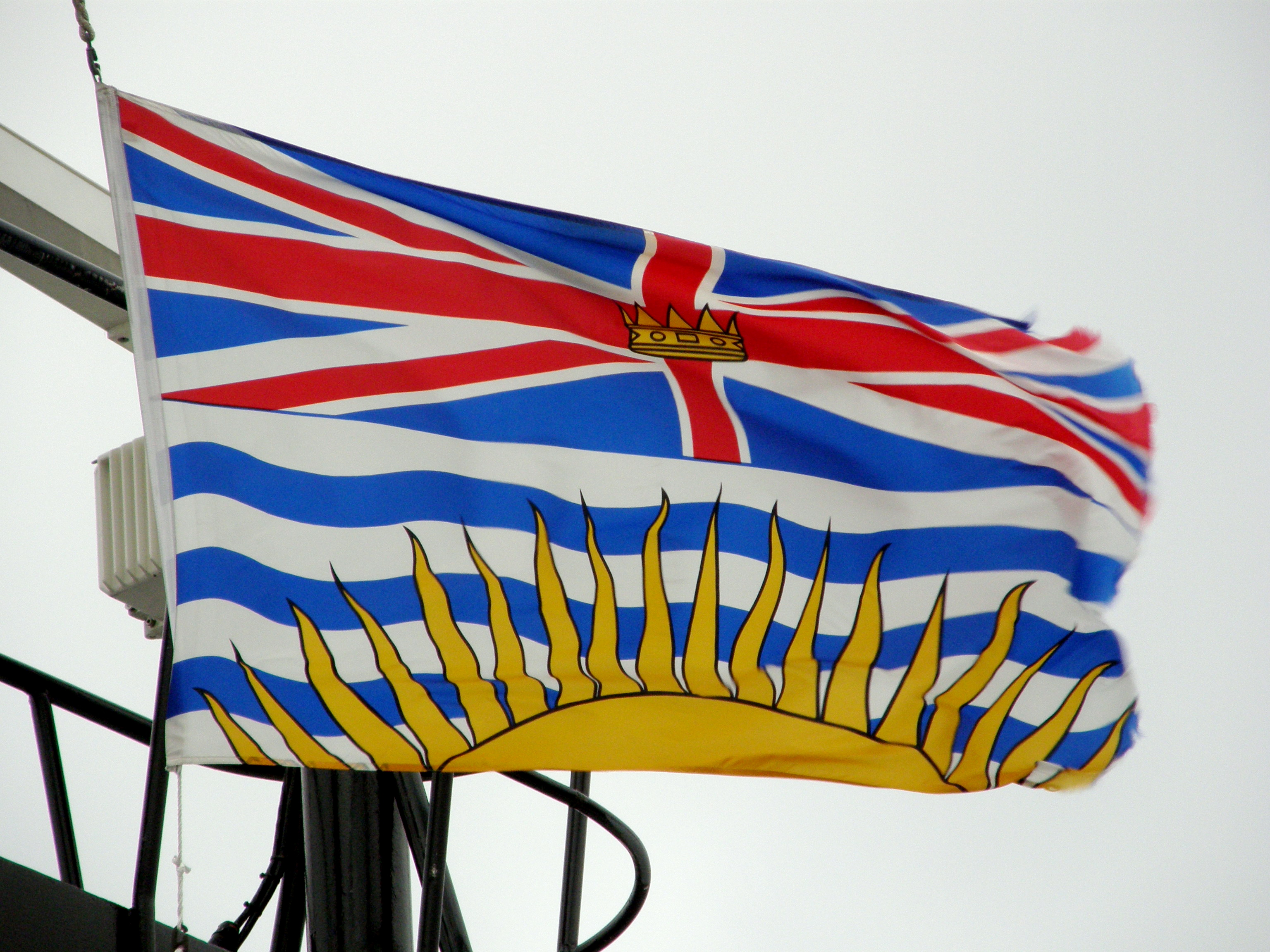
La bandera a bordo del buque M/V Queen of Oak Bay de B.C. Ferries.

La bandera de Columbia Británica, Canadá, se basa en el escudo de armas de la provincia. La parte superior de la bandera es una versión de la Bandera del Reino Unido, cargada en el centro de una corona, en representación de la provincia de origen como colonia británica. En los dos tercios inferiores de la bandera aparece un sol poniente sobre tres ondas en azur con fondo plata.

## Historia
La bandera de la Columbia Británica se introdujo el 14 de junio de 1960 por el Premier de Columbia Británica WAC Bennett, y fue izada por primera vez a bordo del buque de la B.C. Ferries Queen of Sidney. En algunas primeras versiones de la bandera se invierte, con la bandera del Reino Unido en la parte inferior. Esto fue cambiado, ya que entraba en conflicto con la expresión "El sol nunca se pone en el Imperio Británico".

## Diseño
Las cuatro ondulaciones de color blanco y tres de color azul simbolizan la ubicación de la provincia entre el Océano Pacífico y las Montañas Rocosas. El sol poniente representa el hecho de que la Columbia Británica es la provincia de Canadá más occidental. El sol también puede reflejar el lema provincial "Splendor sine occasu" (belleza que nunca disminuye) o, en otras palabras, que el sol nunca se pone (en el Imperio Británico). En Canadá, se podría argumentar, el Imperio vive en los símbolos del país y sus instituciones parlamentarias. La Union Jack representa el patrimonio del pasado británico de la provincia y la corona del Rey Eduardo en el centro representa la Familia Real de Canadá. La bandera tiene una relación de aspecto de 3:5.

## Galería

Estandarte del Vicegobernador de Columbia Británica
Bandera de la Colonia de Columbia Británica (1870-1896)
Bandera del Gobernador de Columbia Británica (1870-1871)
Bandera para la Provincia Canadiense de Columbia Británica (1906–1960)
Bandera del Vicegobernador de Columbia Británica (1871–1906)
Bandera del Vicegobernador de Columbia Británica (1906–1982)
Bandera de los Francófonos de Columbia Británica